# Palazzetto Longobardo
Il palazzetto Longobardo di Ascoli Piceno è un piccolo fabbricato medioevale di arte romanica, utilizzato come dimora, che non ha legami con il popolo dei Longobardi.

La sua composizione architettonica costituisce un palatium-turris, unico esempio cittadino perfettamente conservato della prima età comunale, che comprende il palazzo e dall'adiacente torre degli Ercolani.

## Storia
L'edificio è stato elevato verso la metà del XIII secolo contemporaneamente alla torre degli Ercolani che si trova addossata al suo fianco destro. L'intero complesso è stato utilizzato come residenza da una famiglia nobile che si era trasferita ad Ascoli Piceno discendente forse dei bellicosi germani, ai quali il nome del palazzetto è legato. 
L'ipotesi è, comunque, assai remota e non riesce a giustificare l'aggettivo longobardo dovuto, si pensa, ad un'errata tradizione o all'aver confuso i periodi dell'alto ed il Basso Medioevo, quindi i Longobardi e l'età dei Comuni. A partire dagli anni cinquanta del XX secolo, il palazzetto ospita un Ostello della Gioventù.

## Architettura
Costruito con conci squadrati di travertino brunito, si mostra isolato su tre lati con la facciata aperta da un piccolo ingresso, che misura m. 1,32x1,77, una bifora e tre finestre.
Il prospetto del fianco è caratterizzato da un piano di piccole bifore. 
Il vano di queste finestre ha una colonnina centrale dotata di base e sormontata da un capitello,  l'archetto è ornato da un cordone a spirale. In origine le finestrature erano chiuse dall'interno con sportelli lignei.

Sugli stipiti, ricavati da grosse pietre, vi sono bassorilievi che riproducono scene di caccia e figure di animali (II bifora). 

Rami e fronde di alloro (III e V bifora).
 
Una delicata spirale orla il ciglio della III, IV e V bifora.
Nella parte superiore, sia della facciata che del fianco, compresa tra le finestre ed il tetto, corre una fascia di abbellimento decorata da una treccia a due linee, realizzata in tempi diversi da differenti lapicidi. Questo lascia presumere che l'edificio sia stato soggetto a lavori di ampliamento.
Il suo aspetto attuale è stato conferito dagli interventi conservativi e di restauro che si sono succeduti negli anni dal 1910 al 1960.

## L'interno
Il piano basso del palazzetto era utilizzato come ricovero per gli animali e magazzino, invece il piano superiore per spazio abitativo. La ripartizione degli ambienti era costituita da divisori di legno.

## Galleria d'immagini

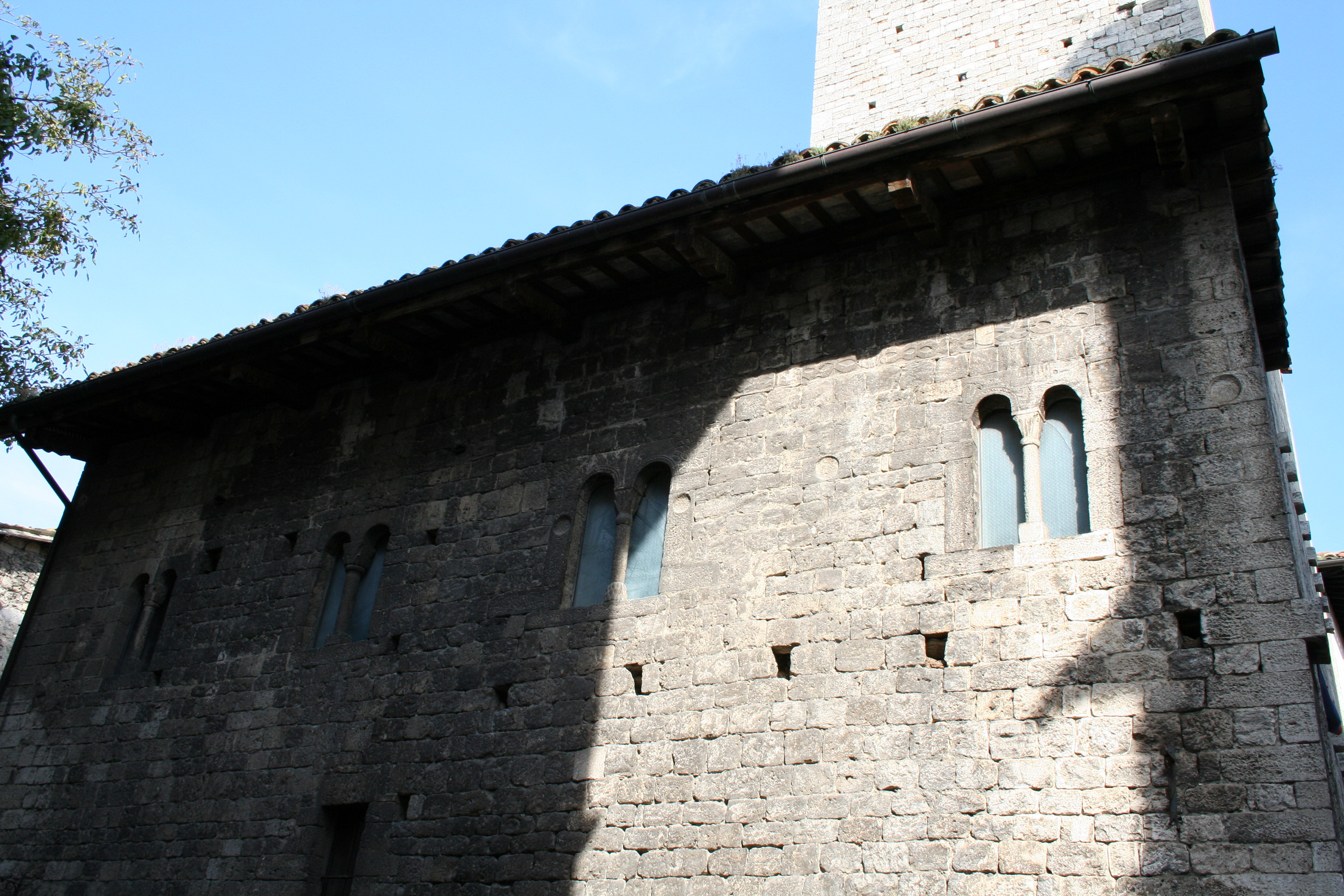
Bifore del fianco sinistro
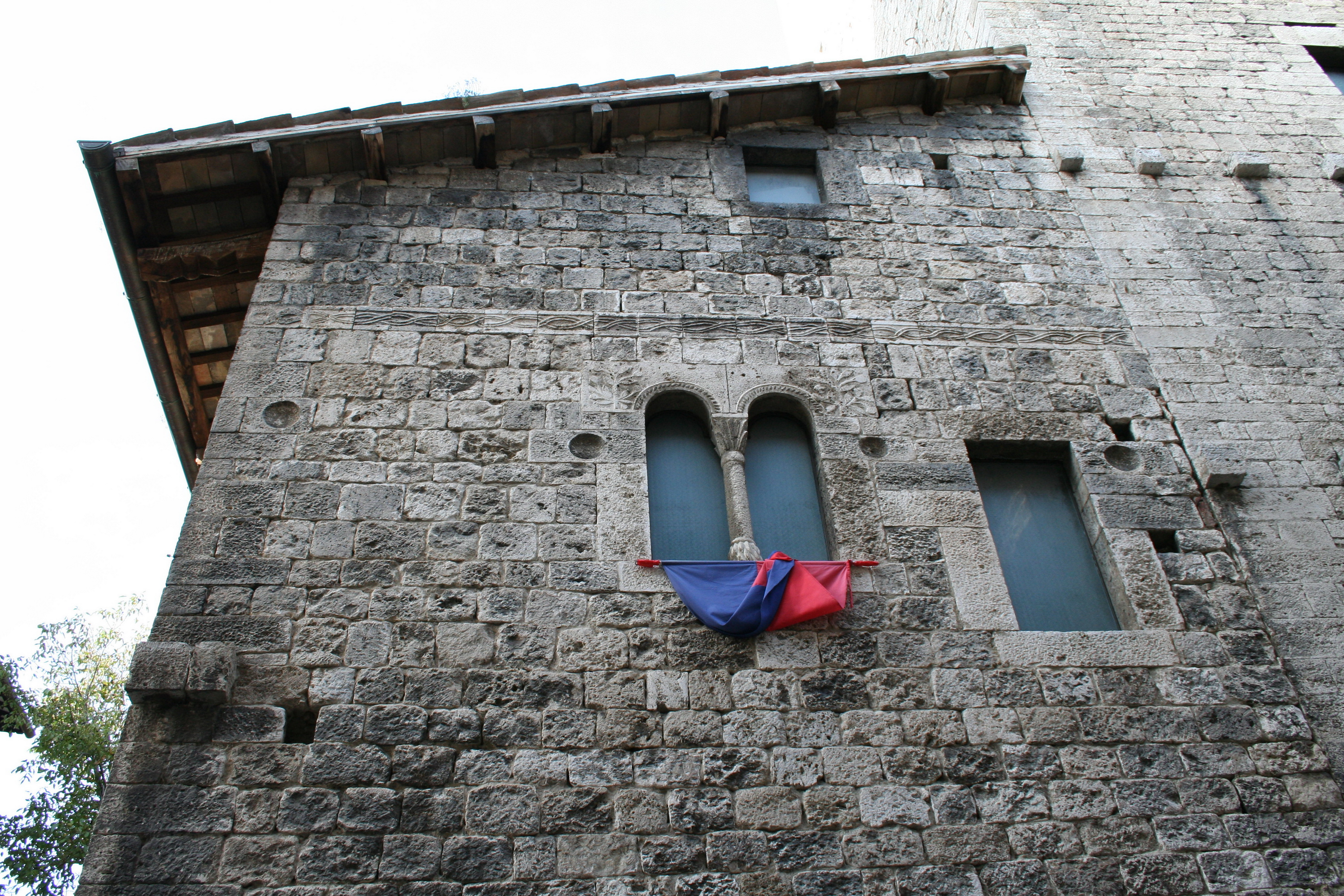
Bifora sopra l'ingresso e treccia in bassorilievo